# Spathiostemon moniliformis
Spathiostemon moniliformis là một loài thực vật có hoa trong họ Đại kích. Loài này được Airy Shaw miêu tả khoa học đầu tiên năm 1963.